# Sougéal
Sougéal (en bretó Sulial, en gal·ló Soujau) és un municipi francès, situat a la regió de Bretanya, al departament d'Ille i Vilaine. L'any 2006 tenia 606 habitants.

## Demografia
| 1962                                       | 1968 | 1975 | 1982 | 1990 | 1999 |
| ------------------------------------------ | ---- | ---- | ---- | ---- | ---- |
| 754                                        | 703  | 687  | 618  | 626  | 586  |
| Des de 1962: població sense dobles comptes |      |      |      |      |      |

## Administració
| Període   | Identitat         | Partit |
| --------- | ----------------- | ------ |
| 1995-2008 | Constant Haugeard |        |
| 2008-     | Abel Goré         |        |